# Menelao (sumo sacerdote)
Menelao fue sumo sacerdote en Jerusalén de 171 a. C. a aproximadamente 167 a. C.. Fue el sucesor de Jasón, el hermano de Onías III. 
Las fuentes están divididas en cuanto a su origen. Según Libro II de los Macabeos,  pertenecía a la tribu de Benjamin y era hermano del Simeón quien había denunciado a Onias III ante Antíoco IV Epífanes, y revelado a los sirios la existencia del tesoro del Templo; según Flavio Josefo, Menelao era hermano de Onías III y Jasón, sus dos predecesores como sumo sacerdote, y también llevaba el nombre de Onías. Es posible que Josefo confundiera a Simeón, el hermano de Menelao, con Simeón, el padre de Onías y Jasón.

## Tendencias helenizantes
A pesar de que durante los tres años de su pontificado Jasón habían dado muchas pruebas de su proximidad al partido helenístico (construyendo un gimnasio en Jerusalén, e introduciendo muchas costumbres griegas), los celosos helenistas del sello de los Tobiadas planearon su derrocamiento, sospechando de su parcialidad hacia el judaísmo tradicional. A la cabeza estuvo Menelao. Habiendo sido enviado a Antíoco para pagar el tributo anual, tomó la oportunidad de superar la oferta de Jasón y se aseguró el cargo de sumo sacerdote. Un agente llamado Sóstrates fue enviado por Antíoco, con una tropa de soldados chipriotas a subyugar cualquier oposición que pudiera intentarse por los seguidores del sumo sacerdote depuesto, Jasón y para recoger al propio tiempo la suma que Menelao había prometido.
La primera acción de Menelao fue coger los vasos sagrados de las tiendas del Templo para poder cumplir con sus nuevas obligaciones. Esta acción llegó a los oídos del sumo sacerdote depuesto, Onias III, que acusó públicamente a Menelao de atracar el Templo. Este, temeroso de las consecuencias de este acusación, indujo al lugarteniente del rey, Andrónico, quien había tenido participación en el saqueo, a librarse de Onías por medio de una queja formal presentada ante el rey. Consiguientemente Onías fue atraído desde el santuario en Dafne, en que había buscado refugio, y asesinado. Menelao continuó saqueando los tesoros del Templo hasta que sobrevino la violencia que acabó con la muerte de su hermano Lisímaco. Entonces llevó ante el rey una acusación contra la gente de Jerusalén, de que eran partidarios de los egipcios, y los persiguió, sólo porque se oponían a sus intrigas de partido. Esta acusación causó la ejecución de varios judíos quienes, a pesar de que probaron más allá de cualquier duda que Menelao y Lisímaco habían profanado el Templo, fueron sentenciados a muerte.

## Conflicto con Jasón
Entretanto Jasón no había abandonado sus reclamaciones al alto sacerdocio, y mientras (170 a. C.) Antíoco estaba librando una guerra contra Egipto, logró inmponerse en Jerusalén, y forzó a Menelao a buscar refugio en la ciudadela. Antíoco consideró este procedimiento como una afrenta a su majestad, y, habiendo sido obligado por los romanos a dejar Egipto, marchó contra Jerusalén, masacrando a sus habitantes, y saqueó el Templo.
Según II Macabeos, fue Menelao quien persuadió a Antíoco a helenizar el culto judío, y así provocó la revuelta de los judíos bajo la guía de los Macabeos. Durante los primeros años de la restauración de la adoración judía, Menelao todavía quedó (aunque sólo nominalmente) como sumo sacerdote. Se dice que fue condenado a muerte por Antíoco V Eupátor cuando este hizo las concesiones definitivas a los judíos,una vez demostrado que fue Menelao, por sus malos consejos, el indirectamente responsable de la rebelión judía.